# Gopanahalli, Holenarsipur
Gopanahalli là một làng thuộc tehsil Hole Narsipur, huyện Hassan, bang Karnataka, Ấn Độ.